# TopologiLinux
Topologilinux – dystrybucja systemu operacyjnego GNU/Linux, która potrafi uruchamiać się z poziomu systemu Windows. Nie wymaga również partycjonowania dysku, gdyż Topologilinux może być zainstalowany na partycji NTFS lub FAT.
Topologilinux jest oparty na dystrybucji Slackware i jest dostarczany w postaci 3 płyt CD lub 1 DVD. Dzięki temu, że nie wymaga partycjonowania dysków, jest doskonałym wyborem dla tych, którzy chcą przetestować Linuksa, a boją się lub nie mają możliwości jego instalacji.
Topologilinux może być uruchamiany z Windows dzięki CoLinux, za pomocą bootowalnego dysku Topologilinux CD/DVD oraz dzięki GRUB.
Ostatnia wersja Topologilinux – 7.0.0 – została udostępniona w lipcu 2008 roku.